# Giorgio Settala
Giorgio Settala (Trieste, 5 maggio 1895 – Firenze, 28 ottobre 1960) è stato un pittore italiano.

## Biografia
Giorgio Settala nasce a Trieste da genitori ebrei nel 1895 e nella città giuliana si iscrive nel 1914 all'Accademia di belle arti. 
È volontario nella prima guerra mondiale alla fine della guerra nel 1923 si trasferisce a Firenze, in quanto polo culturale e editoriale, come altri artisti triestini dell’epoca.
Nel 1926 la sua prima personale a Trieste ed in seguito ha esposto anche in numerose edizioni di biennali e quadriennali
Nel 1930 sposa Elena Cussini che fu una figura importante non solo nella sua vita privata ma anche in quella artistica e sociale e fondamentale presenza dei salotti che l'artista e professore teneva a casa loro con i giovani intellettuali del tempo.
Il suo studio pittorico è stato frequentato da tanti giovani artisti fra i quali Lido Bettarini, Raffaello Fossi, allievo dell'Accademia, e il pittore storici come Hans-Joachim Staude.
Del 1937 al 1938 ha insegnato al Liceo artistico di Firenze ma viene licenziato alla promulgazione delle leggi razziali.
Dal 1944 al 1960 viene nominato professore della cattedra della Scuola di Nudo presso l'Accademia di belle arti di Firenze ed ha avuto come allievo Lido Bettarini.
Il Gabinetto Visseux possiede un fondo Settala nel quale sono contenuti quadri ad olio e tempera, disegni; corrispondenza di Giorgio e della moglie Elena Cussini, articoli e saggi, recensioni all’attività artistica del pittore, fotografie di opere d’arte, fotografie e documenti personali, documenti attestanti donazioni di sue opere all’Istituto di storia dell’arte medievale e moderna dell’Università di Pisa, alle Gallerie di Parma, al Gabinetto disegni e stampe della Galleria degli Uffizi, e alla biblioteca Marucelliana di Firenze, al comune di Lastra a Signa.